# Monnières (Jura)
Monnières település Franciaországban, Jura megyében. Lakosainak száma 390 fő (2022. január 1.). Monnières Dole, Champvans és Sampans községekkel határos.

## Népesség
A település népességének változása:
| Lakosok száma | 275  | 342  | 341  | 455  | 446  | 430  | 422  | 405  | 397  | 390  |
|               | 1968 | 1982 | 1990 | 2006 | 2013 | 2015 | 2017 | 2019 | 2020 | 2022 |